# リン・ワシントン
リン・ワシントン（Lynn Washington, 1978年4月3日 - ）は、アメリカ合衆国の元バスケットボール選手。カリフォルニア州出身。ポジションはスモールフォワード、パワーフォワード。身長200cm、体重102kg、足のサイズ32cm。ニックネームは「ジェネラル・リン」（ジェネラルは「将軍」と言う意味）。

## 来歴
9歳の頃にバスケットボールを始める。父親は陸上競技の選手であった。
サンノゼ市立大学からインディアナ大学へ編入し、卒業後の2000年に新潟アルビレックス入団。日本リーグ連覇に貢献し、2001-02シーズンにはチームメイトの平岡富士貴・庄司和広とともにベスト5に選ばれる。
2004年に退団後、フィンランドリーグのタピオラン・ホンカを経て、2005年に再来日し大阪エヴェッサに入団。背番号44。チームをbjリーグ初代王者に導き、初代MVPを獲得した。
2006-07シーズンも連覇に貢献しベストファイブに選ばれる。
2007-08シーズンは主将に就任。しかし、11月18日に守口市民体育館で行われた東京アパッチ戦で全治4ヶ月の重傷を負う。人生で初となる手術を受けた後、堺市金岡公園体育館で行われたライジング福岡戦で復帰する。手術前のダイナミックなプレーこそ取りもどせなかったものの、プレーオフでMVPを獲得し、大阪エヴェッサの3連覇に大きく貢献する。
2008年オフに選手が大幅に入れ替わり、チーム発足時からの所属選手はワシントンと波多野和也の2人のみになっていた。2008-09シーズンはチームの連覇はストップしたが、自身は2度目のbjリーグベスト5に選出される。2009年オフには波多野も埼玉ブロンコスへ移籍したため、発足時から在籍する選手はワシントンただ一人となった。同年9月、エヴェッサと契約を延長した。
2011年1月、チームの地元、大阪で開催されたbjリーグオールスターゲームでMVPを受賞。
2011年10月15日、住吉スポーツセンターで行われた高松ファイブアローズ戦でbjリーグの選手として初めて通算5000得点を達成した。
2012年1月、さいたまスーパーアリーナで開催されたbjリーグオールスターゲームで2年連続MVPを受賞。
2012年2月23日、妻が前年11月に乾燥大麻を密輸したとして逮捕され、そして、リン自身も、3月13日、大麻取締法違反容疑で逮捕された。同月30日、不起訴処分。翌月9日、大阪エヴェッサはワシントンの引退を発表した。6月8日、大阪エヴェッサはワシントンの功績を讃えるため、大阪所属時につけていた背番号44番を永久欠番に指定した。

## 人物
趣味は「小説を読むこと」。母国から月に2~3冊のペースで取り寄せているという。好きな作家はジョン・グリシャムとティム・ラヘイ。好きな食べ物はお好み焼きである。また、大阪の事を「昔住んでたサンノゼみたいだ」とコメントしている。
好きなNBAプレイヤーはマジック・ジョンソンである。

## 成績

### bjリーグレギュラーシーズン
| シーズン         | チーム | GP  | GS  | MPG   | FG%  | 3P%  | FT%  | RPG   | APG  | SPG  | BPG  | TO   | PPG   |
| ---------------- | ------ | --- | --- | ----- | ---- | ---- | ---- | ----- | ---- | ---- | ---- | ---- | ----- |
| bjリーグ 2005-06 | 大阪   | 36  | 36  | 33.19 | .505 | .301 | .802 | 11.00 | 3.64 | 0.75 | 0.58 | 2.92 | 20.39 |
| bjリーグ 2006-07 | 大阪   | 36  | 34  | 35.17 | .495 | .312 | .844 | 10.78 | 3.11 | 0.92 | 0.58 | 2.31 | 22.22 |
| bjリーグ 2007-08 | 大阪   | 14  | 14  | 32.79 | .526 | .333 | .771 | 8.42  | 2.71 | 0.86 | 0.21 | 1.79 | 21.71 |
| bjリーグ 2008-09 | 大阪   | 52  | 52  | 36.98 | .506 | .374 | .795 | 12.87 | 3.31 | 1.23 | 0.81 | 2.69 | 25.90 |
| bjリーグ 2009-10 | 大阪   | 48  | 46  | 30.08 | .482 | .319 | .743 | 9.38  | 2.79 | 1.29 | 0.98 | 1.88 | 20.13 |
| bjリーグ 2010-11 | 大阪   | 43  | 41  | 31.49 | .460 | .326 | .738 | 9.91  | 3.02 | 0.84 | 0.28 | 2.42 | 19.65 |
| bjリーグ 2011-12 | 大阪   | 34  | 29  | 31.38 |      |      |      |       |      |      |      |      | 17.88 |
| キャリア         |        | 263 | 252 |       |      |      |      |       |      |      |      |      |       |